# FOAF
FOAF (Friend of a friend, «amic d'un amic» en anglès) és un vocabulari RDF que permet descriure persones i les relacions que s'estableixen entre elles. És una aplicació de l'anomenada Web semàntica.

## Exemple
A continuació es mostra un exemple:
```
<rdf:RDF
 xmlns:rdf="http://www.w3.org/1999/02/22-rdf-syntax-ns#"
 xmlns:foaf="http://xmlns.com/foaf/0.1/"
 xmlns:rdfs="http://www.w3.org/2000/01/rdf-schema#">
 <foaf:Person>
 <foaf:name>Jimmy Wales</foaf:name>
 <foaf:mbox rdf:resource="mailto:jwales@bomis.com"/>
 <foaf:homepage rdf:resource="http://www.jimmywales.com/"/>
 <foaf:nick>Jimbo</foaf:nick>
 <foaf:depiction rdf:resource="http://www.jimmywales.com/aus_img_small.jpg"/>
 <foaf:interest>
 <rdf:Description rdf:about="http://www.wikimedia.org" rdfs:label="Wikipedia"/>
 </foaf:interest>
 <foaf:knows>
 <foaf:Person>
 <foaf:name>Angela Beesley</foaf:name>
 </foaf:Person>
 </foaf:knows>
 </foaf:Person>
</rdf:RDF>

```